# کلارکسویل، شهرستان مرسر، نیوجرسی
کلارکسویل (به انگلیسی: Clarksville) یک منطقهٔ مسکونی در ایالات متحده آمریکا است که در نیوجرسی واقع شده‌است. کلارکسویل ۳۰ متر بالاتر از سطح دریا واقع شده‌است.